# Viktoriapark (Band)
Viktoriapark ist eine ehemalige Popmusik-Band aus Berlin, die von 1996 bis 2009 aktiv war. Ihre Texte waren in deutscher Sprache verfasst. Sie bestand aus „Der dünne Mann“, Berndorf Jr., Tomy Scholz und Susie Pinkawa. Die Band war nach dem Viktoriapark in Berlin-Kreuzberg benannt.

## Diskografie
- 1998: Genial (Single)
- 1998: In Teufels Küche (Album)
- 2000: Ein guter Sommer (Single)
- 2001: Berlin macht Schule (Sampler, 2 Lieder von Viktoriapark)
- 2005: Frohe Weihnachten, Armut (Download)
- 2005: Kleines Orchester Hoffnung (EP)
- 2006: Was ist schon 1 Jahr? (Album, Mailorder Veröffentlichung, reguläre Veröffentlichung 2008)